# 米德爾福克鎮區 (密蘇里州沃思縣)
米德爾福克鎮區（英語：Middlefork Township）是位於美國密蘇里州沃思縣的一個行政鎮區。

## 地方資料
米德爾福克鎮區的面積為89.24平方千米，皆為陸地。根據2020年美國人口普查的數據，當地共有人口197人，而人口密度為每平方千米2.21人。